# Alfred Reynolds
Dans le nom hongrois Reinhold Alfréd, le nom de famille précède le prénom, mais cet article utilise l’ordre habituel en français Alfréd Reinhold, où le prénom précède le nom.
Pour les articles homonymes, voir Reynolds.
Alfred Reynolds, né le 13 décembre 1907 à Budapest, en Hongrie et mort en 1993 à Londres, est un romancier, essayiste anglais et un poète d'expression hongroise.

## Biographie
Né dans la capitale hongroise, il était l'ami d'adolescence des poètes hongrois Miklós Radnóti et István Vass. Fondant en 1932 un virtuel parti trotskiste hongrois dont il fut le secrétaire général et en même temps l'unique membre, il a dû quitter la Hongrie dans un délai de vingt-quatre heures, sous la pression des autorités de l'époque. À la suite d'un court séjour à Vienne, il s'établit à Londres en 1936. Après la prise du pouvoir nazi en Allemagne, il s'engage dans l'armée anglaise. À partir de 1945, Reynolds participe à la dénazification. Après la guerre, il a fondé le groupement spirituel The Bridge incluant Colin Wilson, Nicolas Walter (1934-2000), Bill Hopkins (1928), Stuart Holroyd (en) (1933) qui initiaient le mouvement The Angry Young Men (Les Jeunes en colère) dans la littérature anglophone moderne. En tant que poète magyarophone, Alfred Reynolds est redécouvert pour l'histoire de la littérature hongroise par François Bréda en 1980 à Cluj-Napoca, en Roumanie, où celui-ci retrouve chez un bouquiniste un des exemplaires du volume de poésies de Reynolds, édité en 1932 à Budapest et imprimé en cent exemplaires. En 1987, Reynolds rencontre plusieurs fois Bréda à Paris. En 1993, sur l'invitation de celui-ci et du poète hongrois Géza Szőcs, il se rend à Cluj-Napoca, en Roumanie, où l'écrivain âgé de quatre-vingt-six ans est accueilli avec enthousiasme et vénération dans les milieux littéraires.

## Ouvrages
- (hu) Reinhold Alfréd, Első és utolsó lírai kötete (le premier et le dernier livre lyrique d'Alfréd Reinhold), Névtelen Jegyző Kiadása, Budapest, 1932.
- (en) Alfred Reynolds, The Hidden Years, introduction de Colin Wilson, Cambridge International Publishers, Londres, 1981.
- (en) Alfred Reynolds, Pilate's Question. Twenty years of articles, essays and sketches (1950-1970), Cambridge International Publishers, Londres, 1982.
- (en) Alfred Reynolds, Jesus Versus Christianity, Open Gate Press, 393 p., 1988, 1993.